# Juicebox
Juicebox è il primo singolo estratto dal terzo album della band newyorkese Indie rock The Strokes. Il singolo è stato pubblicato il 13 dicembre 2005, ma era da tempo disponibile su Internet, prima tramite i programmi p2p e poi legalmente tramite iTunes.
Il video della canzone è stato censurato da MTV perché ritenuto troppo "spinto" e quindi il regista Michael Palmieri ha dovuto modificare la versione originale, che è presente sul singolo come traccia CD-Rom, per renderne possibile la visione su MTV. Il video inizia in uno studio radiofonico con la presentazione del gruppo da parte di un DJ, che è l'attore David Cross, che sbaglia a dire il titolo della canzone dicendo "Juicy Juice" anziché "Juicebox" e fa qualche commento ironico sulla band. Poi continua con l'alternarsi di immagini della band che suona all'interno dello studio radiofonico con varie situazioni a sfondo sessuale.

## Tracce
1. Juicebox 3:16
2. Juicebox (Live in Rio de Janeiro @ the Tim Festival)  3:55
3. Hawaii 3:37
4. Juicebox (Video-versione non censurata) 5:01

## Formazione
- Julian Casablancas - voce
- Fabrizio Moretti - batteria
- Nick Valensi - chitarra
- Albert Hammond Jr. - chitarra
- Nikolai Fraiture - basso